# Sarah Goldberg
Sarah Goldberg, född 31 maj 1985 i Vancouver, är en kanadensisk skådespelare.
Goldberg har bland annat medverkat i TV-serierna Barry (2018-2023) och SisterS från 2023. Hon har även medverkat i filmen The Hummingbird Project från 2018.

## Filmografi (i urval)
- 2018–2023 – Barry (TV-serie)
- 2018 – The Hummingbird Project
- 2023 – SisterS